# Antonio Fessia
Antonio Fessia (* 27. November 1901 in Turin; † 19. August 1968 in Borgomasino) war ein italienischer Automobil- und Flugzeugkonstrukteur.

## Leben
Fessia schloss sein Ingenieurstudium am Politecnico di Torino im Juli 1923 ab war seit 1925 bei Fiat tätig, u. a. im Flugzeugbau und in der Entwicklung des Kleinwagens Topolino zusammen mit Dante Giacosa. Nachdem die Italcementi-Group Lancia übernommen hatte, wurde er technischer Direktor bei Lancia und ersetzte in dieser Position Vittorio Jano. Noch im selben Jahr setzte er sich an die Überarbeitung der neuen Lancia Flaminia und deren Motor. Unter Fessias Regie entstanden auch die Modelle Flavia und Fulvia. Antonio Fessia war auch als Hochschullehrer tätig, zu seinen Studenten gehörte auch der Designer Leonardo Fioravanti.